# Josef Bohuslav Foerster
Josef Bohuslav Foerster   (Praga, 30 de desembre de 1859 - Nový Vestec, 29 de maig de 1951) fou un compositor txec.
Va fer els estudis en el Conservatori de Praga. Fou professor dels Conservatoris d'Hamburg i el nou de Viena, des de 1918 fixà la seva residència a Viena.
Va executar la crítica musical amb gran autoritat a Hamburg, Viena i Praga, en aquesta última ciutat tingué entre els seus alumnes en Emil František Burian, Jaroslav Zich, Václav Dobiáš, Josef Nešvera, Karel Nedbal, Julius Kalaš, Karel Hába, Jaroslav Křička, František Bartoš i Henry Alfred Kaiser. Estava casat amb la cèlebre cantant Berta Foersterová. La universalitat del talent de Förster, el continu progrés que s'observa en les seves obres, la seva tècnica moderna i el seu temperament altament musical, situen Förster en els primers llocs entre els compositors txecs de l'època.

## Obres
- Dues Simfonies;
- Meine Jugend; Frühling und Sehnsucht, poemes simfònics;
- Cyrano de Bergerac, suite;
- Inden Bergen, suite;
- Shakespeare, suite;
- una Obertura dramàtica en do menor;
- Slawische Fantasie; Legendevom Gluck;
- un Stabat Mater;

### Òperes
- Debora (Praga, 1893);
- Eva (Praga, 1899);
- Jessika (Praga, 1905);
- Nepřemožení (L'invicte, Praga, 1918);
- Srdce (El cor, Praga, 1923);

Himnes, cantates, i d'altres composicions del gènere religiós, més un gran nombre d'obres per a piano, violí, violoncel, quartets, trios, nombrosos cors i lieder.